# Flugplatz Ebern-Sendelbach

i7
i11
i13
Der Flugplatz Ebern-Sendelbach (ICAO-Code: EDQR) ist der Sonderlandeplatz der unterfränkischen Stadt Ebern. Er wird von dem Flugsportclub Ebern e. V. betrieben.

## Geografie
Der Flugplatz liegt sieben Kilometer südlich des historischen Stadtkernes von Ebern im Flurstück Gräuselsee auf einer Höhe von 252 m ü. NHN. Der südliche Teil des Rollfeldes überbaut zu dem Gebiet der zwei Kilometer südlich befindlichen oberfränkischen Gemeinde Reckendorf. Er erstreckt sich längs zum Tal der unmittelbar östlich fließenden Baunach.
Naturräumlich steigt das Gelände westlich und östlich zu den Haßbergen hin.

## Geschichte
Der Flugsportclub Ebern wurde 1961 gegründet und nahm die Fliegerei 1962 zunächst auf den Fluggeländen benachbarter Vereine auf, bis 1967 eine geeignete Stelle für einen eigenen Flugplatz gefunden war. Es entstand zwar eine erste Flugzeughalle und ein Schleppflugzeug wurde beschafft, jedoch war ein regelmäßiger Flugbetrieb dort noch nicht genehmigt, da das Gelände zu nahe an der Innerdeutschen Grenze lag. Erst in den frühen 1970er Jahren kam die Geländeentwicklung allmählich in Schwung und, nachdem der Club eine Bodenfunkstation, Feuerlösch- und Rettungsausrüstung angeschafft hatte, wurde 1973 die Zulassung als Sonderlandeplatz erteilt. Das Vereinsheim kam 1976 hinzu, später der Flugleitstand und 1999 die Fliegerbar.

## Flugplatz und Ausstattung
Der Flugplatz ist für Luftfahrzeuge aller Art bis 2000 kg Höchstabfluggewicht (MTOW) zugelassen. 
Es bestehen mehrere Wirtschaftsgebäude, ein Tower (Frequenz 118,005 MHz), Hangars und ein Clubheim. Es gibt ein Schleppflugzeug, aber es besteht keine Tankmöglichkeit.

## Zwischenfälle
- Am 14. Juni 1980 verunglückten zwei Vereinsmitglieder bei einem Flugunfall tödlich.[2]
- Am 30. März 2014 verfehlte ein Tragschrauber vom Typ Trixy Aviation G 4-2 R beim Start mit hoher Geschwindigkeit die Verschwenkung auf die Startpiste 14, stürzte in die Baunach und schlug in der gegenüberliegenden Böschung ein. Der Pilot wurde dabei schwer verletzt, das Fluggerät zerstört.[3]
- Am 25. März 2015 ereignete sich eine Bruchlandung eines mit zwei Personen besetzten Tragschraubers vom Typ MTOsport, der kurz nach dem Start einen Baum streifte. Der Pilot blieb unverletzt, der Fluggast wurde verletzt in ein Krankenhaus gebracht. Das Technische Hilfswerks barg das Wrack.[4]
- Am 19. Februar 2016 havarierte ein Hubschrauber des Typs Hughes Aircraft 269 C, Baujahr 2000 bei einem Testflug in Abwesenheit der Flugleitung auf dem Flugplatz. Das Fluggerät wurde hierbei völlig zerstört, die beiden Piloten leicht verletzt.[5]
- Am 24. April 2021 verunglückte ein 62-jähriger nach Rollübungen mit seinem Fluggerät Fresh Breeze XCitor, ein Trike mit  Gleitschirm, beim Startversuch auf einer Wiese neben dem Flugplatz tödlich.[6][7]

## Verkehr
Unmittelbar westlich des Flugplatzes verläuft die Bundesstraße 279. Der ÖPNV bedient den Flugplatz nicht direkt, die nächstgelegene Zustiegsmöglichkeit zu der Bahnstrecke Breitengüßbach–Maroldsweisach, die zum  Verkehrsverbund Großraum Nürnberg anschließt, besteht in Manndorf.